# Cornelis Kruys
Cornelis Kruys, Kruys ook gespeld als Cruys (Haarlem (?), ca. 1619-1620 – Schiedam, 21 april 1660), was een Noord-Nederlands schilder.
Hij werd vermoedelijk geboren in Haarlem en schilderde voornamelijk stillevens. Zijn werk was van invloed op Jacob van Ruisdael, die aangetrouwde familie was. In 1644 werd hij lid van het Sint-Lucasgilde in Haarlem en in 1649 van het Sint-Lucasgilde in Leiden. Na april 1651 verhuisde hij naar Schiedam, waar hij op 21 april 1660 overleed. Volgens Adriaan van der Willigen en Fred G. Meijer overleed hij in 1653.
De stijl van zijn werk lijkt een navolging te zijn van kunstschilder en tijdsgenoot Willem Claesz. Heda.
- Biografisch Portaal: 85282974
- RKD-Nederlands Instituut voor Kunstgeschiedenis: 46694
- Union List of Artist Names: 500028720
- Virtual International Authority File: 95858998